# Toni Thoms
Toni Thoms   (Múnic, 14 de gener de 1881 - Múnic, 13 de novembre de 1941) va ser un compositor, cantant, músic i director de teatre alemany.

## Vida i treball
Anton‚ Toni'Thoms havia començat la seva formació artística a la seva ciutat natal de Múnic abans de principis de segle; els seus professors eren Josef Werner i Josef Rheinberger. Després va treballar com a violoncel·lista a l'orquestra de la cort de Múnic i va actuar com a tenor buffo. Les obligacions el portaven, entre altres coses, a Friburg de Brisgòvia, Erfurt, Colmar, Zuric, Augsburg i Nuremberg. El 1917/18 va participar en la gestió del teatre local de la ciutat de Ratisbona.
Finalment, Thoms es va dedicar a la composició i va escriure, entre d'altres. Operetes (Die Frau von Korosin, Der Dorf-Caruso), una òpera i una sèrie de cançons militars.
El 1932 va començar a treballar com a compositor de pel·lícules. Thoms va escriure melodies i música de fons per a diversos temes de folk i älpischen amb caràcter de comèdia, inicialment principalment per a les produccions de Franz Seitz senior, al final només per a Joe Stöckel. En una etapa inicial (1933/34) es va deixar contractar pels governants nacionalsocialistes per a projectes tendenciosos (composició per a S.A. Mann Brand, paper a Um den Menschenrecht).
Thoms va morir enmig de la composició The Bartered Grandfather; el seu treball el va completar el seu company Hans Diernhammer.

## Música de pel·lícula (selecció)
- 1932: Der Schützenkönig
- 1933: Die blonde Christl
- 1933: Der Meisterdetektiv
- 1933: S.A. Mann Brand
- 1933: Ein Kuß in der Sommernacht
- 1933: Der Schuß am Nebelhorn
- 1934: Grenzfeuer
- 1934: Um das Menschenrecht (nur Schauspieler)
- 1934: Zwischen Himmel und Erde
- 1934: Die Frauen vom Tannhof
- 1934: Die Mühle im Schwarzwald
- 1935: Der Kampf mit dem Drachen
- 1935: Es waren zwei Junggesellen
- 1936: Die Drei um Christine
- 1936: Die Jugendsünde
- 1939: Der arme Millionär (nur Schauspieler)
- 1940: Das sündige Dorf
- 1941: Der scheinheilige Florian
- 1941: Der verkaufte Großvater.